# ドラゴンクエスト&ファイナルファンタジー in いただきストリートSpecial
『ドラゴンクエスト&ファイナルファンタジー in いただきストリートSpecial』（ドラゴンクエスト アンド ファイナルファンタジー イン いただきストリートスペシャル）は、2004年12月22日にスクウェア・エニックスが発売したボードゲーム。いただきストリートシリーズの第5作である。

## 概要
ドラゴンクエストシリーズ（ドラクエ）、ファイナルファンタジーシリーズ（FF）の両シリーズの世界やキャラクターおよび音楽を使用した特別編。エニックスがスクウェアと合併して以降初めて、両シリーズのキャラクターが共演する作品となった。FFシリーズの楽曲は松尾早人によって編曲されたものを、ドラクエシリーズの楽曲は第1作は東京弦楽合奏団による、『II』～『V』は東京都交響楽団によるオーケストラ演奏を、『VIII』は原作の音源を収録している（『ドラゴンクエストVI』および『VII』の楽曲は使用されていない）。当時はまだ発売日程が未定であった『ファイナルファンタジーXII』から、キャラクターやマップ、楽曲が先取りした形で取り入れられた。
また、RPGにおける表現と一致させるため、今まで使われてきたゲーム内の呼称に変更が加えられている（サラリー→賞金、周回数→レベルなど）。さらに、物件の値段が全体的に安くなり、破産しにくくなっているなど、ゲームバランスが初心者向けに調整されている。それ以外にも勝利条件の変更（目標金額を超えて最初に銀行に帰ってきたプレイヤーの勝利）や、買い物料の表示が5桁まで表示されるなどのマイナーチェンジも施された。
マップは過去のドラクエ、FFの冒険の舞台となったところが各作品9個所ずつ登場している。マップ内の仕掛けは前作『3』に比べると、それほど凝ったものがなくオーソドックスなものになっている。その代わり分岐が多く、比較的自由にルートの選択ができるようになっていて、マップによっては高額物件に誘い込むのがやや難しくなっている。CPUキャラの思考も見直され、ランクが低いキャラは一度に大量に株を購入せず、増資も小刻みに行うようになった。

## 新要素
今作では隠しモードとして、6面に好きなスフィアをはめ込んだ「スフィアダイス」を振り、発生するさまざまな効果を使って勝ち抜いていく「スフィアバトル」が導入されている。

## 登場キャラクター
斜体はイベント専用キャラクター。
ドラゴンクエストシリーズ全般より
スライム（Dランク・商人）
ルールをよく分かってないのか、株を少ししか買わず増資もほぼしない最弱キャラクター。
ベビーサタン
前作までのホリデーモンと同じ。通過したり、止まった店を1ターン休みにしたりする。
キングスライム
スフィア48を使うと現れる。同じマスに止まるか、すれ違うと誰彼構わず総資産の10%をくれる。

『ドラゴンクエスト』より
竜王（Sランク・賢者）
自分の領地を広げるためなら手段を選ばない。5倍買いのほか、競売、相乗りもそつなくこなす。また、相手の独占や首位を嫌い、5倍買いや10株売りで邪魔してくる。たまに自身の状況に当てはまらない場違いなセリフを言うことがある。隠しキャラ。
ドラゴンクエストの主人公
カジノゲーム「トレジャーハント」に登場。

『ドラゴンクエストII 悪霊の神々』より
ローレシア王子（勇者）
プレイヤー専用キャラクター。クッキーやプリンがいると専用のセリフが見られる。隠しキャラ。
サマルトリア王子（Cランク・戦士）
「クッキー」という名前で登場。株をさほど買わず増資もあまりしない。しかし、展開によっては思わぬダークホースになることも。
ムーンブルク王女（Cランク・魔法使い）
「プリン」という名前で登場。株、増資ともにサマルトリア王子と同じ。しかし、王子と違い自分から積極的に株持ち増資してくるので、終盤は侮れない。優勝してムーンブルクの再建資金を稼ぎたいらしい。

『ドラゴンクエストIII そして伝説へ…』より
カンダタ（Cランク・盗賊）
とにかく5倍買いを狙ってくる。独占していると崩しにくるが、場を荒らしたいだけなので、さほど脅威にはならない。増資額は他のCランクと変わらない。
女遊び人
カジノの「いただきスロット」に登場する。

『ドラゴンクエストIV 導かれし者たち』より
アリーナ（Bランク・戦士）
株をガンガン買い、MAX増資を仕掛けてくる。相乗りだって積極的だ。相変わらずクリフトをよく叱る。同じ格闘家タイプのティファと戦いたいらしい。ティファ同様序盤からの積極性が仇になって自滅しやすいタイプ。
クリフト（Dランク・僧侶）
株をさほど買わずひたすら地味に増資し、誰かがハマるのを待つ、蟻地獄のような戦法を使う。逃げ場がないと効果を発揮しやすい。アリーナが相変わらず好きなようで、姫様なら〇〇という呟きをよくする。
ライアン&ホイミン（Cランク・戦士）
株と増資にはあまり積極的ではないが、多くの店を持っていると5倍買いで独占を狙ってくる。今回はホイミンがお供をする。ホイミン曰く本人は普通のスライムとは別物らしい。
トルネコ
前作までのマハラジャと同じ。店に止まると買い物してくれる。

『ドラゴンクエストV 天空の花嫁』より
V主人公（商人）
プレイヤー専用キャラクター。ビアンカやフローラがいると専用のセリフが見られる。原作を反映し、ドラクエ主人公では唯一スフィアバトルでのデフォルトの職業が勇者ではない。隠しキャラ。
ビアンカ（Bランク・魔法使い）
株と増資でバランスよく攻める一番平均的なキャラクター。マイペースで株がそれなりに集まると増資を仕掛けてくる。このゲームのドラクエ女性陣の中で唯一の平民出身者であり、プレイヤーキャラにも優しく声をかけてくれる。
フローラ（Aランク・商人）
お淑やかなお嬢様キャラだった原作とは性格が一変し、貴族の娘であることを鼻にかけた高飛車な性格になっている(ビアンカとの差別化だと思われる)。相乗り好きで、儲かると踏むと集中的に相乗りしてくる。ビアンカや一部のキャラを罵倒している。
『ドラゴンクエストVI 幻の大地』より
VI主人公（勇者）
プレイヤー専用キャラクター。隠しキャラ。

『ドラゴンクエストVII エデンの戦士たち』より
VII主人公（勇者）
プレイヤー専用キャラクター。隠しキャラ。

『ドラゴンクエストVIII 空と海と大地と呪われし姫君』より
ヤンガス（Dランク・盗賊）
株についてよく分かってないのか、買ったとしても少ししか買わない。株もさほど買わず、相乗りもしない。ダイスの目頼み。「兄貴だったら⚪︎⚪︎」という発言が散見される。隠しキャラ。
ゼシカ（Sランク・魔法使い）
株、増資、相乗り、株持ち増資、5倍買い、すべてにおいて本作最強キャラクター。優勝争いに全く絡まないでゲームが終わることがある。隠しキャラ。
ククール（Cランク→Aランク・僧侶）
最初は株持ち増資をせず株の量も少ないが、宣言した上で本気を出しAランクの戦術に切り替えてくると、空き地改築もこなす難敵に早変わり。切り替えはあまりしない。隠しキャラ。

『ドラゴンクエストモンスターズ テリーのワンダーランド』より
テリー（Bランク・商人）
株をMAX買いし、株持ち増資も最大までする。さらに、3軒以上誰かが所有しているエリアがあると相乗りしてくる。自分の店を仲間モンスター呼ばわりしている。相乗りで稼いだ資金を5倍買いや増資に使う戦法。
わたぼう
スフィア28を使うと現れる。マークと引き換えにお金をくれる。レベルアップの賞金をベースに、0.5、1、1.5、2倍と増える。

ファイナルファンタジーシリーズ全般より
チョコボ（商人）
プレイヤー専用キャラクター。隠しキャラ。
サボテンダー
スフィア16を使うと現れる。すれ違ったときのダイスの残り目によってお金がもらえる。
デブチョコボ
スフィア93を使うと現れる。止まったエリアの株価を20%アップさせる。

『ファイナルファンタジーIII』より
たまねぎ剣士
バトルコロシアムに登場。

『ファイナルファンタジーVI』より
ベヒーモス
バトルコロシアムに登場。

『ファイナルファンタジーVII』より
クラウド（Bランク・戦士）
冷静沈着なキャラクター。ビアンカと同様に株を買い、増資もキッチリこなすバランスタイプ。エリア価格が高いと、3軒ぐらい買ってから増資する傾向がある。
エアリス（Aランク・僧侶）
自分の店にコツコツ増資してくる。非常に手堅く、防衛5倍買い、10株売りまでしてくるなど、Sランクと同等のキャラクター。
セフィロス（Sランク・勇者）
株持ち増資も相乗りもこなす。空き地改築を序盤から積極的に仕掛けてくるので、空き地は先に抑えた方が良い。隠しキャラ。
ティファ（Bランク・踊り子）
株持ち増資も行うが、買い物料重視のため、エリア独占を狙って早くから5倍買いをしてくる。しかし、それが自滅の原因になることもある。

『ファイナルファンタジーVIII』より
スコール（Aランク・戦士）
株持ち増資は得意なのだが、相乗りされることが嫌いで、相乗りされると増資を先延ばしすることが多い。
リノア（Cランク・僧侶）
相手の力を利用するかのごとく、相乗りと利に合わない交渉を仕掛けてくる。だが、Cランクなので儲け額は少ない。

『ファイナルファンタジーIX』より
ビビ（Dランク・魔法使い）
いつもオドオドしている。交渉、競売は乗らない。スライムと同レベルの最弱キャラクター。
エーコ
前作までのマークエンジェルと同じ。

『ファイナルファンタジーX』より
ティーダ（Cランク・戦士）
株はあまり買わないが、独占のための5倍買いを積極的に使い一気に稼いで逃げ切ろうとする。だが、増資は少ない。
ユウナ（Sランク・僧侶）
Bランクの同キャラとは全く違い、相乗りがうまく、儲かりそうなエリアに分散して相乗りしてくる。隠しキャラ。
アーロン（Aランク・勇者）
5倍買い好きで、独占のための5倍買いを積極的に使い、独占しようとする。安い店は増資しないと買われる。隠しキャラ。

『ファイナルファンタジーX-2』より
ユウナ（Bランク・踊り子）
序盤から細かく増資する堅実なタイプ。だが、株持ち増資の儲け額はそれほどでもない。トーナメントに非常によく参戦しており、何度も戦うこととなる。
リュック（Dランク・盗賊）
株も増資も得意ではない。買い物料頼みかつダイス頼み。普段は普通に話すが、興奮するとアルベド語になる。
パイン（Bランク・戦士）
株も買うが、エリア独占し、買い物料を上げて誰かが止まるのを待つ戦略を得意とする。逃げ道が無いほど強みを発揮する戦法。

『ファイナルファンタジーXI』より
タルタル（魔法使い）
プレイヤー専用キャラクター。今作に登場するタルタルは男性である。隠しキャラ。
モーグリ（Bランク・商人）
他のプレイヤーが株持ち増資で儲けるのを嫌い、相乗りで邪魔してくる。5倍買い、株持ち増資もそれなりに強いが、相乗りの次にしかしない。隠しキャラ。
マンドラゴラ
スフィア63を使うと現れる。止まったお店の値段を40%アップさせる。だが、敵の店にも同じことをしてしまう。

『ファイナルファンタジーXII』より
ヴァン（盗賊）
プレイヤー専用キャラクター。まだ発売されていないので喋ることはない。隠しキャラ。
アーシェ（踊り子）
プレイヤー専用キャラクター。同じくまだ発売されていないので喋ることはない。隠しキャラ。

## 登場マップ
ラダトーム城(ドラゴンクエストより)
チュートリアル用マップ。
ドラゴンクエストIのスタート地点。勇者はここからローラ王女救出と竜王討伐に向け旅立つ。
スライムコース
トロデーン城(ドラゴンクエストVIIIより)
呪いにより、イバラに覆われた城。城内にははぐれメタルが出没する。このゲームではかつての美しい姿で登場。
- 対戦相手：スライム、リュック、クリフト、プリン(リザーブ)

タイクーン城(ファイナルファンタジーVより)
タイクーン王が治める城。守っているクリスタルは、このマップでも確認できる。
- 対戦相手：クッキー、リノア、ビビ、ティーダ(リザーブ)

ダーマ神殿(ドラゴンクエストシリーズより)
ドラゴンクエスト3、6、7、9に存在する、職業を司る神殿。
- 対戦相手：ユウナ(X-2)、プリン、カンダタ、ライアン(リザーブ)

ご褒美
- キャラクター「ゼシカ」と「ククール」が選択可能になる。
- ステージ「アレフガルド」が選択可能になる。

チョコボコース
アレクサンドリア(ファイナルファンタジーIXより）
物語開始直後、ビビが芝居を見に訪れる町。瓦屋根の建物が数多く存在し、大きな風車が印象深い。最初は夕焼けに照らされていた。
- 対戦相手：ビビ、リュック、スライム、プリン(リザーブ)

海底神殿(ドラゴンクエストVIより)
フォーン城の南の海底にある神殿。砂の器というアイテムが眠っている。
- 対戦相手：ティーダ、リノア、クリフト、クッキー(リザーブ)

ゴールドソーサー(ファイナルファンタジーVIIより)
数々のミニゲームが遊べる。ミニゲームで高得点を獲得すると、GPがもらえ、それを貯めて、アイテムと交換できる。エアリスとのデートはここで実現する。
- 対戦相手：ユウナ(X-2)、プリン、モーグリ、カンダタ(リザーブ)

ご褒美
- キャラクター「ユウナ(X)」と「モーグリ」が選択可能になる。
- ステージ「ラバナスタ」が選択可能になる。
- 両方クリアで下の2つのコースが解禁される。

伝説の勇者ロトコース
オラクルベリー(ドラゴンクエストVより)
サンタローズから南にある世界中の人々が集うカジノ都市。遊べるゲームはスロット、スライムレース、格闘場の3種類だが、PS2版では、地下にすごろく場が追加された。
- 対戦相手：プリン、カンダタ、ライアン、リュック(リザーブ)

世界樹(ドラゴンクエストIVより)
ソレッタ国の北、ミントスの東にあるエルフの里から入れる自然の塔。世界樹の葉は、この樹に生い茂る。 
- 対戦相手：ティファ、クッキー、アリーナ、スライム(リザーブ)

死の火山(ドラゴンクエストVより)
サラボナの町の南東にそびえる活火山。炎のリングと呼ばれるものが眠っている。火山だけあって、炎の攻撃を使うモンスターが多く登場する。
- 対戦相手：ビアンカ、テリー、ティーダ、リノア(リザーブ)

ロンダルキア(ドラゴンクエストIIより)
難関のロンダルキアへの洞窟を抜け、目にする銀世界。敵の本拠地だけあって強力なモンスターが出現する。
- 対戦相手：パイン、ティファ、ユウナ(X-2)、アリーナ(リザーブ)

アレフガルド(ドラゴンクエストより)
ドラゴンクエスト1の舞台となった場所。マップでもエリア名はもともとの配置と同じである。2では100年後、3では過去のアレフガルドが登場する。
- 対戦相手：ヤンガス、フローラ、ククール、クラウド(リザーブ)

天空城(ドラゴンクエストIVより)
龍の神であるマスタードラゴンが治める天空の城。天空人とエルフとモンスターが一緒に暮らしている。
- 対戦相手：りゅうおう、スコール、モーグリ、クラウド(リザーブ)

ご褒美
- キャラクター「りゅうおう」と「ヤンガス」が選択可能になる。

クリスタルコース
ミッドガル(ファイナルファンタジーVIIより)
政治力を持った巨大企業、神羅カンパニーの本拠地であり、魔晄炉が設置されている。魔晄炉は壱番から八番まであるが、このマップでもそれを確認できる。
- 対戦相手：プリン、リノア、ライアン、ビビ(リザーブ)

ビサイド・キーリカ(ファイナルファンタジーXより)
ビサイド島はヒロイン・ユウナの旅の出発点。キーリカ島では水上生活を送っている。 
- 対戦相手：ユウナ(X-2)、リュック、パイン、クリフト(リザーブ)

雷平原(ファイナルファンタジーXより)
主人公たち目がけて落雷が落ちてくる平原。⭕️ボタンをタイミング良く押すと避けられる。避けた回数に応じて、アイテムを入手できる。
- 対戦相手：ライアン、ティファ、ビアンカ、プリン(リザーブ)

ラバナスタ(ファイナルファンタジーXIIより)
ダルマスカ王国の首都で、四方を高い城壁と砂漠に囲まれている。高層建築物が建ち、多くの種族が暮らす。空には飛空艇が多数飛び、文明の高さもうかがえる。
- 対戦相手：パイン、モーグリ、ユウナ(X-2)、クラウド(リザーブ)

ナルビナ城塞(ファイナルファンタジーXIIより)
王都ラバナスタと砂漠を隔て国境に位置する場所に、この要塞がある。ダルマスカ王国の将軍バッシュは、ここで王を殺害する。 
- 対戦相手：ビアンカ、アリーナ、セフィロス、テリー(リザーブ)

飛空艇(ファイナルファンタジーシリーズより)
FF1から移動手段として登場している飛空艇。このマップでは歴代の飛空艇の名がエリア名につけられている。 
- 対戦相手：アーロン、ゼシカ、エアリス、ククール(リザーブ)

ご褒美
- キャラクター「セフィロス」と「アーロン」が選択可能になる。
- 両方クリアのご褒美：スフィアバトルの解禁、空き地ルールの追加、BGM

スライムベスコース
アレクサンドリア
- 対戦相手：プリン、クリフト、ティーダ、クッキー(リザーブ)

オラクルベリー
- 対戦相手：スライム、リノア、ヤンガス、ビビ(リザーブ)

ラバナスタ
- 対戦相手：テリー、カンダタ、ティファ、ティーダ(リザーブ)

ご褒美
- キャラクター「ドラクエV主人公」と「ドラクエVII主人公」が選択可能になる。
- ステージ「天空城」が選択可能になる。

デブチョコボコース
トロデーン城
- 対戦相手：ヤンガス、リノア、ビビ、クッキー(リザーブ)

ダーマ神殿
- 対戦相手：スライム、ビアンカ、ティーダ、リノア(リザーブ)

ナルビナ城塞
- 対戦相手：テリー、ユウナ(X-2)、パイン、アリーナ(リザーブ)

ご褒美
- キャラクター「ヴァン」と「アーシェ」が選択可能になる。
- ステージ「ナルビナ城塞」が選択可能になる。
- 両方クリアで下の2つのコースが解禁される。

大盗賊カンダタコース
海底神殿
- 対戦相手：テリー、ライアン、リュック、クリフト(リザーブ)

ゴールドソーサー
- 対戦相手：アーロン、リュック、ティーダ、クリフト(リザーブ)

ミッドガル
- 対戦相手：ティファ、エアリス、ビアンカ、クッキー(リザーブ)

死の火山
- 対戦相手：フローラ、スコール、クラウド、スライム(リザーブ)

ロンダルキア
- 対戦相手：モーグリ、ゼシカ、エアリス、セフィロス(リザーブ)

ビサイド・キーリカ
- 対戦相手：りゅうおう、アーロン、パイン、ユウナ(X)(リザーブ)

ご褒美
- キャラクター「ドラクエII主人公」と「ドラクエVI主人公」が選択可能になる。

闇のクリスタルコース
タイクーン城
- 対戦相手：ライアン、リノア、スライム、リュック(リザーブ)

アレフガルド
- 対戦相手：クラウド、ビアンカ、クリフト、ユウナ(X-2)(リザーブ)

雷平原
- 対戦相手：スコール、ティファ、アリーナ、モーグリ(リザーブ)

世界樹
- 対戦相手：ククール、ゼシカ、ヤンガス、ユウナ(X)(リザーブ)

飛空艇
- 対戦相手：ユウナ(X)、ティーダ、フローラ、ゼシカ(リザーブ)

天空城
- 対戦相手：セフィロス、アリーナ、エアリス、りゅうおう(リザーブ)

ご褒美
- キャラクター「チョコボ」と「タルタル」が選択可能になる。
- 両方クリアで全部のキャラクターの職業を変更できる。

## スフィアバトル
いたストシリーズで本作にのみ存在する隠しモード。チャンスカードを引ける「チャンスマス」が「スフィア」を獲得できる「スフィアマス」に変更される。また、敵のマスに止まり、通行料を支払った場合に「スフィア」が獲得できるようになる。スフィアとは『ファイナルファンタジーX』に登場したキラキラと光る宝石のような珠で、様々な不思議な力が秘められている。スフィアは通常のダイスとは異なる「スフィアダイス」にセットすることが可能で、普通にダイスを振った後にスフィアダイスを振ることが出来る。そして、出たスフィアによって様々な特殊効果を得られる。プレイヤーキャラの職業によって獲得できるスフィアの種類や確率が全く異なる（条件を満たすと好きな職業を選択できる）ため、キャラクター選びも勝敗に関わる重要なポイントである。
スフィアバトルの職業
戦士
相手の店価格を下げるものや、相手のマークを消すスフィアを入手できる。
商人
マーク集めに役立つものや、自分の店の価格を上げるスフィアを入手できる。
魔法使い
相手の店に止まった時の買い物料を下げたり、店を休みにするスフィアを入手できる。
僧侶
株価を上げたり、持ち株に応じてお金がもらえるスフィアを入手できる。
盗賊
相手の移動を妨害したり、所持金を減らすスフィアを入手できる。
踊り子
移動と資金調達に役立つスフィアを入手できる。
勇者
戦士・魔法使い・盗賊が入手可能なスフィアをほぼすべて入手できる。
賢者
商人・僧侶・踊り子が入手可能なスフィアをほぼすべて入手できる。
スフィアの効果の例
ヘイスト
もう1度ダイスを振って進める。
ルーラ
ぎんこう城へワープ。
祈りの指輪
自分が持っていないマークを一つ獲得する。
ケアル
自分が持っているお店の数×10Gのお金を得る。
メラ
自分が止まった店の価値を10%ダウンさせる。
ザキ
自分が止まった店が強制的に3倍の値段でぎんこう城に売却される。